# الهيئة المصرية لسلامة الملاحة البحرية
الهيئة المصرية لسلامة الملاحة البحرية هي إحدى هيئات القطاع البحري بوزارة النقل المصرية، وتعد من أقدم المصالح الحكومية في مصر إذ يرجع تاريخ إنشائها إلي عام 1830 حين أنشئ مجلس للإشراف علي ميناء الإسكندرية البحري تم إعداده لإستقبال السفن الكبيرة.

## التشريعات المنظمة
- قرار رئيس الجمهورية رقم 399 لسنة 2004 في شأن إنشاء الهيئة المصرية لسلامة الملاحة البحرية.[2]

## اختصاصات الهيئة
تتمثل اختصاصات الهيئة في:
- تمثيل الدولة في المنظمات الدولية البحرية والمنظمات المعنية بالسلامة البحرية.
- تبادل المعلومات الفنية مع جميع موانئ العالم وتقديم المساعدات والخدمات الملاحية لجميع السفن أثناء أبحارها بالمياة الإقليمية والمنطقة الاقتصادية وتحديد الممرات البحرية واصدار المنشورات والإنذارات البحرية.
- تبادل الخبرات والأبحاث الفنية والمهنية مع المنظمات والهيئات الدولية والإقليمية والدول المتقدمة في مجال السلامة البحرية بهدف رفع مستويات تأمين سلامة السفن وأبحارها.
- تخطيط ومتابعة إنشاء وتطوير وصيانة المنائر والمساعدات الملاحية على سواحل الدولة وداخل المياة الإقليمية والمنطقة الاقتصادية ومنح الموافقات المتعلقة بها وإجازتها.
- رقابة المستويات الفنية للسفن والوحدات البحرية المصرية التي تبنى محلياً أو التي تشترى من الخارج للتحقق من توافر الاشتراطات الفنية بها طبقا للمستويات الدولية وإصدار شهادات تسجيلها وكذا إصدار وتجديد شهادات الصلاحية.
- الاشتراك في خطط البحث والإنقاذ ومكافحة التلوث البحري.
- إجراء الاختبارات وإصدار الشهادات الأهلية والجوازات البحرية وكذا شهادات مدة الخدمة البحرية لأطقم السفن البحرية.
- رقابة مستويات كفاءة السفن المصرية والأجنبية المترددة على الموانئ المصرية والمياه الإقليمية وما يستتبعه ذلك من منح الشهادات والتصاريح ووفقاً للمستويات العالمية والإتفاقيات الدولية ومذكرات التفاهم المعمول بها في هذا الشأن.
- تحديد شروط مزاولة المهنة لكل من الربابنة والضباط والمهندسين والوقادين والبحارة والصيادين والغواصين وغيرهم من العاملين في البحر وإصدار الرخص لهم.
- مراجعة الدراسات التأهيلية للمعاهد ومراكز التدريب المتخصصة في تأهيل أطقم السفن وفقا للمستويات الدولية القياسية.
- تشغيل المنائر الضوئية واللاسلكية وصيانتها وإستخدامها بما يحقق سلامة الملاحة في المياه الإقليمية.
- وضع خطط ووسائل التنظيم الملاحي وتنفيذها وتحديد الممرات البحرية وإصدار المنشورات والقرارات البحرية لمراعاة السلامة في المياه الإقليمية.
- اقتراح مشروعات قوانين الإنقاذ البحرى والتلوث ومراقبة تنفيذها والتنسيق بين الجهات العاملة في هذه المجالات بما يتفق والتشريعات المماثلة المعمول بها دوليا.
- وضع برامج التدريب في الداخل والخارج للعاملين بالهيئة والأجهزة والمنشأت التابعة لها، وذلك للارتقاء بأدائهم طبقا للمعايير المطبقة دوليا.
- وضع خطط ووسائل التنظيم الملاحي وتنفيذها وتحديد الممرات البحرية وإصدار المنشورات والقرارات البحرية لمراعاة السلامة في المياه الإقليمية.
- اتخاذ الإجراءات الواجبة الإتباع في حالات التصادم البحري والكوارث البحرية الأخرى كالحريق والغرق بما في ذلك التحقيق في الحوادث المذكورة بالاشتراك مع الجهات المتخصصة وتحرير المحاضر اللازمة.
- إنشاء شركات مساهمة بمفردها أو مع شركاء أخرين، بعد موافقة وزير النقل للقيام بالأعمال التي تدخل في نطاق أغراضها.

## رؤساء الهيئة
- لواء بحري أركان حرب / حسين الجزيري.[3]
- لواء بحري أركان حرب / خالد سعيد زهران.[4]
- لواء بحري أركان حرب / طارق غانم الصعيدي.[5]
- لواء بحري أركان حرب / مصطفى عز الدين وهبة.[6]
- لواء بحري أركان حرب / محمد عصام الدين عبد المنعم.
- لواء بحري أركان حرب / مختار عبد الواحد عمار.
- لواء بحري / حسين جميل الهرميل. (أول رئيس لمجلس إدارة الهيئة المصرية لسلامة الملاحة البحرية).[7]
- لواء بحري / مصطفى توفيق خطاب.
- لواء بحري / فؤاد شرين عبد الحليم.
- لواء بحري / محمد عباس العبد.
- لواء بحري / ياسين محمد علي.
- ربان / حمدي محمد مهدي.
- لواء بحري / أحمد مدحت غانم.
- لواء بحري / مهيب منير هلال.
- مهندس / حقي أحمد غاربو.
- لواء بحري / جمال الدين أحمد.
- لواء بحري / محمود أحمد السماك.
- دكتور مهندس / يونس أمين عمر.
- الفريق بحري / يوسف حماد علي.
- أمير البحار / أمين محمود الخطيب.
- أمير البحار / محمود حمزة باشا.

## الشركات التابعة
- الشركة المصرية للمساعدات الملاحية وتأمين الملاحة البحرية [8]